# CUL7
Cullin-7 é uma proteína de ligase RING-E3 que em humanos é codificada pelo gene CUL7.

## Significado clínico
Ela está associada à síndrome 3-M.

## Interações
A CUL7 demonstrou interagir com a RBX1.